# قره‌چان‌لی میانی
قره‌چان‌لی میانی (ترکی آذربایجانی: Orta Qaraçanlı) یک منطقهٔ مسکونی در جمهوری آرتساخ است که در استان شاهومیان واقع شده‌است.